# Veyrines-de-Vergt
Veyrines-de-Vergt ist eine französische Gemeinde mit 247 Einwohnern (Stand 1. Januar 2022) im Département Dordogne in der Region Nouvelle-Aquitaine (vor 2016: Aquitanien). Sie gehört zum Arrondissement Périgueux und zum Kanton Périgord Central.
Der Name in der okzitanischen Sprache lautet Veirinas de Vern. Das okzitanische veirina bedeutet „Glasfabrik“.
Die Einwohner werden Veyrinois und Veyrinoises genannt.

## Geographie
Veyrines-de-Vergt liegt ca. 20 Kilometer südwestlich von Périgueux und ca. 30 Kilometer nordöstlich von Bergerac im Gebiet Périgord central der historischen Provinz Périgord.
Umgeben wird Veyrines-de-Vergt von den drei Nachbargemeinden:
|                           | Salon                                       |                          |
| Saint-Michel-de-Villadeix | Kompassrose, die auf Nachbargemeinden zeigt |                          |
|                           |                                             | Val de Louyre et Caudeau |

Veyrines-de-Vergt liegt im Einzugsgebiet des Flusses Dordogne. Der Caudeau, einer seiner rechten Nebenflüsse, markiert den südlichen Abschnitt der Grenze zur Nachbargemeinde Val de Louyre et Caudeau.

## Einwohnerentwicklung
Der Höchststand der Einwohnerzahl mit 780 wurde gleich zu Beginn der Aufzeichnungen am Ende des 18. Jahrhunderts erreicht. In der Folgezeit sank die Größe der Gemeinde bei kurzen Erholungsphasen bis zu den 1970er Jahren auf 175 Einwohner, bevor sich eine Phase moderatem Wachstums einstellte, die bis heute anhält.
| Jahr      | 1962 | 1968 | 1975 | 1982 | 1990 | 1999 | 2006 | 2011 | 2022 |
| --------- | ---- | ---- | ---- | ---- | ---- | ---- | ---- | ---- | ---- |
| Einwohner | 228  | 213  | 175  | 185  | 192  | 176  | 201  | 248  | 247  |

## Gemeindepartnerschaft
Veyrines-de-Vergt unterhält über den ehemaligen Kanton Vergt seit 1996 eine Partnerschaft mit Saint-Jacques-de-Montcalm in der kanadischen Provinz Québec.

## Sehenswürdigkeiten
- Pfarrkirche Notre-Dame-de-l’Assomption, romanischer Bau aus dem 12. Jahrhundert
- Schloss Les Bourginel aus dem 15. Jahrhundert
- Herrenhaus Les Tilleuls, eine Chartreuse aus dem 18. Jahrhundert

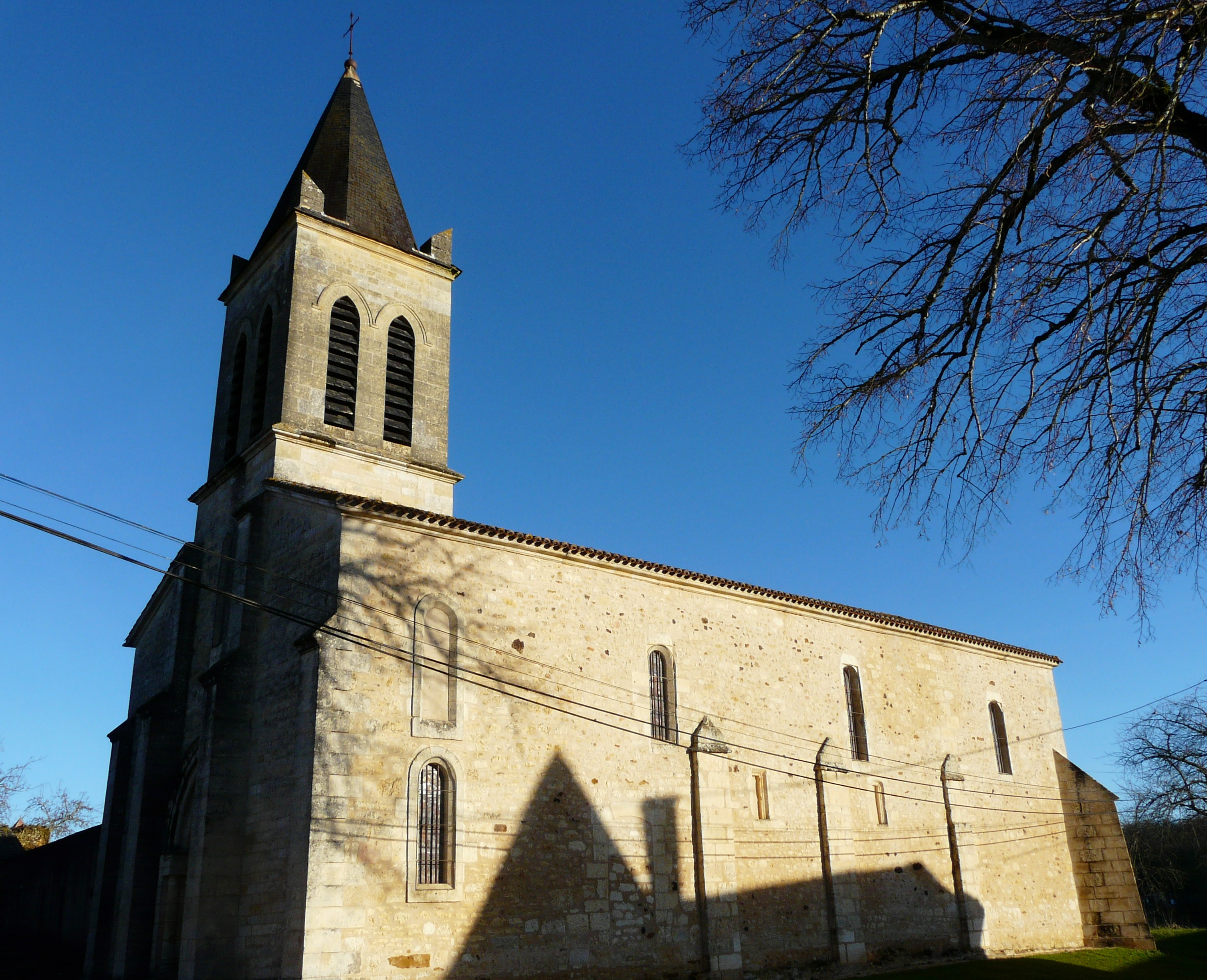
Pfarrkirche Notre-Dame-de-l’Assomption
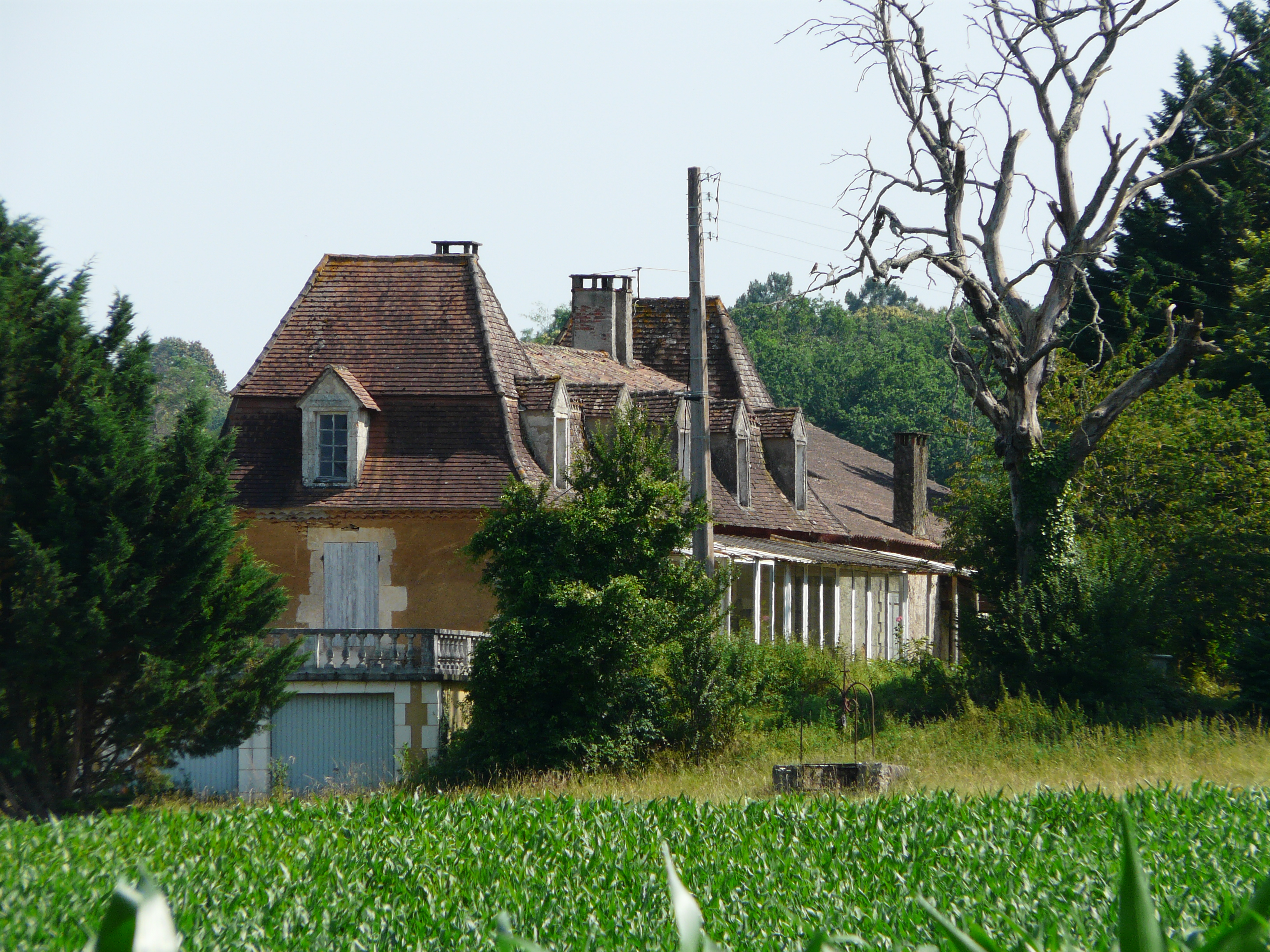
Herrenhaus Les Tilleuls

## Wirtschaft und Infrastruktur

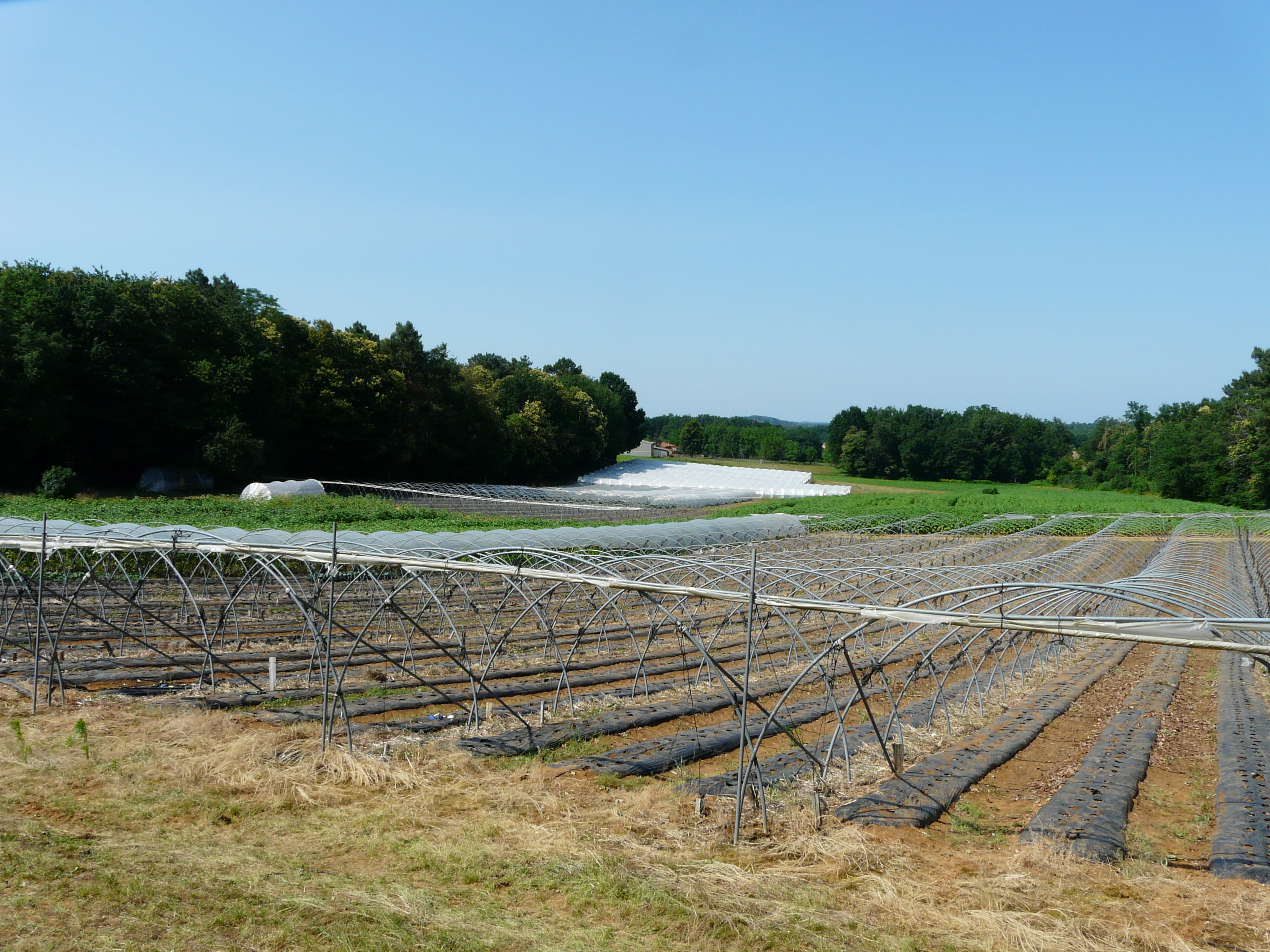
Folientunnel auf Erdbeerfeldern bei Veyrines-de-Vergt

Die wichtigsten wirtschaftlichen Aktivitäten der Gemeinde sind der Anbau von Erdbeeren und die Entwicklung des „grünen“ Tourismus.

### Verkehr
Veyrines-de-Vergt ist erreichbar über die Routes départementales 42 und 42E2.